# Deux-Sèvres
Deux-Sèvres je francouzský departement ležící v regionu Nová Akvitánie. Pojmenovaný (v překladu dvě Sèvry) je podle dvou řek Sèvre Nantaise a Sèvre Niortaise. Člení se na 3 arrondisementy. Hlavní město je Niort.

## Arrondisementy
- Bressuire
- Niort
- Parthenay

## Sousední departementy
| Růžice kompasu |                   | Maine-et-Loire |          | Růžice kompasu |
| Růžice kompasu | Vendée            | Sever          | Vienne   | Růžice kompasu |
| Růžice kompasu | Vendée            | Deux-Sèvres    | Vienne   | Růžice kompasu |
| Růžice kompasu | Vendée            | Jih            | Vienne   | Růžice kompasu |
| Růžice kompasu | Charente-Maritime |                | Charente | Růžice kompasu |